# Holding Out for a Hero – The Very Best Of
A Holding Out for a Hero – The Very Best Of című album a Sony Music UK és a Camden al-kiadó gondozásában megjelent kiadvány Bonnie Tyler 80-as években kiadott dalaival. Az válogatásalbumra a Faster than the Speed of Night, a Secret Dreams and Forbidden Fire és a Hide Your Heart című nagylemezeiről lett összeválogatva, többnyire a kislemezdalokkal, nem időrendi sorrendben. A kiadvány hátsó borítóján egy rövid karriertörténet is olvasható Bonnie Tyler ezen korszakából.
A lemez először 2011-ben jelent meg Európában és a Dél-Afrikai Köztársaságban, két évvel később pedig Japánban egy új technológiás lemezkorongon.

## A kiadványról
Bonnie Tyler utolsó hivatalos válogatásalbuma 2009-ben jelent meg Collections címmel Olaszországban, illetve még ugyanabban az évben egy dupla lemezes kiadványt is piacra dobott a Sony Ravishing - The Best Of Bonnie Tyler címmel Európában. Azonban a Sony Music egy 2011-es kollekciós lemezsorozatban is kiadott újra egy válogatásalbumot.
Bonnie Tyler legsikeresebb korszakából, 5-5 dalt válogattak össze az 1983-as, 1986-os és az 1988-as nagylemezeiről, valamint felkerült rá a Here She Comes című filmdala is 1984-ből, amivel Grammy-díjra jelölték mint a legjobb rock énekesnőt.
A válogatásalbumon olyan toplistás slágerek hallhatóak , mint a Total Eclipse of the Heart, a Holding Out for a Hero vagy a The Best. De hallható még a Bonnie Tyler által is feldolgozott Band of Gold teljes, album verziója is valamint a Hide Your Heart is, amit Paul Stanley írt Tylernek, később azonban a KISS együttes is feldolgozta. Az album utolsó dala a Tears, amely 1983-ban jelent meg és Frankie Millerrel énekli duettben. 
A Sony Commercial Music Group Tyler lemeze mellett megjelentetett egy sorozatot Gloria Estefan (Greatest Hits), Mariah Carey (The Collection) és Jennifer Rush (The Power of Love-The Best Of) legnagyobb slágereivel is. 
A válogatásalbum 2011. november 4-én Németországban illetve a német nyelvű országokban is megjelent.

### 2013-as japán kiadás
2013 őszén felkerült az Amazon webáruházak kínálatába egy Holding Out For A Hero - The Very Best Of című kiadvány, amely limitált kiadásban kerül forgalomba Japánban. Két héttel később már borítót és dallistát is töltöttek fel, így nyilvánvalóvá vált, hogy a 2011-es európai kiadást adják ki a szigetországban. Azonban a formátuma nem CD hanem az új, modernebb Blu-Spec2 CD. Ezt a formátumot a japán Sony Music fejlesztette ki 2008-ban. A kék lézerrel előállított lemez 10-szer pontosabban készíti el a barázdákat és a gödröket a korong felületén, így kevesebb torzítással lesz hallható a zeneszám. A Blu-spec 2012-es továbbfejlesztett változata a Blu-Spec2, amely teljes mértékben a Blu-ray DVD lemezek gyártási technológiájával készült. 
Ez a lemez Japánban csak 2013. december 11-től 2014. március 31-ig lesz kapható korlátozott példányszámban. A lemezhez természetesen tartozik OBI Strip, japán nyelvű borító, Bonnie Tyler karriertörténete japán nyelven illetve mind a 16 dal angol és japán nyelvű szövege.

## Dalok
| #  | Dalcím                                  | Zeneszerző                                 | Producer        | Hossz |
| -- | --------------------------------------- | ------------------------------------------ | --------------- | ----- |
| 1  | Holding Out for a Hero (Album Version)  | Jim Steinman, Dean Pitchford               | Jim Steinman    | 5:49  |
| 2  | Total Eclipse of the Heart (Radio Edit) | Jim Steinman                               | Jim Steinman    | 4:31  |
| 3  | Have You Ever Seen the Rain?            | John Fogerty                               | Jim Steinman    | 4:07  |
| 4  | Band of Gold (Album Version)            | Edyth Wayne, Ronald Dunbar                 | Jim Steinman    | 5:49  |
| 5  | Here She Comes                          | Giorgio Moroder                            | Giorgio Moroder | 3:22  |
| 6  | Getting So Excited                      | Alan Gruner                                | Jim Steinman    | 3:31  |
| 7  | Before This Night Is Through            | Beppe Cantarelli, Adrienne Anderson        | Jim Steinman    | 5:20  |
| 8  | Save Up All Your Tears (Album Version)  | Desmond Child, Diane Warren                | Desmond Child   | 4:23  |
| 9  | The Best                                | Mike Chapman, Holly Knight                 | Desmond Child   | 4:16  |
| 10 | Shy With You                            | Robbie Seidman                             | Desmond Child   | 3:39  |
| 11 | Hide Your Heart                         | Paul Stanley, Desmond Child, Holly Knight  | Desmond Child   | 4:23  |
| 12 | It's a Jungle Out There                 | Dennis Polen, Paul Pilger, William Moloney | Jim Steinman    | 4:37  |
| 13 | Lovers Again (Album Version)            | Desmond Child                              | Jim Steinman    | 4:32  |
| 14 | Streets Of Little Italy                 | Robbie Seidman                             | Desmond Child   | 4:39  |
| 15 | No Way to Treat a Lady                  | Bryan Adams, Jim Vallance                  | Jim Steinman    | 5:20  |
| 16 | Tears (feat. Frankie Miller)            | Frankie Miller                             | Jim Steinman    | 3:50  |